# ایستگاه واردن
ایستگاه واردن (انگلیسی: Warden station) یک ایستگاه مترو در خط ۲ بلور–دانفورث در تورنتو، انتاریو، کانادا است.